# Halowe Mistrzostwa Europy w Lekkoatletyce 1985
XVI Halowe Mistrzostwa Europy odbyły się 2–3 marca 1985 w Pireusie w hali Pokoju i Przyjaźni.

## Wyniki zawodów

### Mężczyźni

#### Konkurencje biegowe
| konkurencja                           | złoto                            | złoto    | srebro                       | srebro  | brąz                           | brąz    |
| ------------------------------------- | -------------------------------- | -------- | ---------------------------- | ------- | ------------------------------ | ------- |
| Bieg na 60 m (szczegóły)              | Mike McFarlane · Wielka Brytania | 6,61     | Antoine Richard · Francja    | 6,63    | Ronald Desruelles · Belgia     | 6,64    |
| Bieg na 200 m (szczegóły)             | Stefano Tilli · Włochy           | 20,77 CR | Olaf Prenzler · NRD          | 20,83   | Aleksandr Jewgienjew · ZSRR    | 20,95   |
| Bieg na 400 m (szczegóły)             | Todd Bennett · Wielka Brytania   | 45,66 CR | Klaus Just · RFN             | 45,90   | José Alonso · Hiszpania        | 46,52   |
| Bieg na 800 m (szczegóły)             | Rob Harrison · Wielka Brytania   | 1:49,09  | Petru Drăgoescu · Rumunia    | 1:49,38 | Łeonid Masunow · ZSRR          | 1:49,59 |
| Bieg na 1500 m (szczegóły)            | José Luis González · Hiszpania   | 3:39,26  | Marcus O’Sullivan · Irlandia | 3:39,76 | José Luis Carreira · Hiszpania | 3:40,43 |
| Bieg na 3000 m (szczegóły)            | Bob Verbeeck · Belgia            | 8:10,84  | Thomas Wessinghage · RFN     | 8:10,88 | Witalij Tyszczenko · ZSRR      | 8:10,91 |
| Bieg na 60 m przez płotki (szczegóły) | György Bakos · Węgry             | 7,60     | Jiří Hudec · Czechosłowacja  | 7,68    | Wiaczesław Ustinow · ZSRR      | 7,70    |

#### Konkurencje techniczne
| konkurencja                | złoto                             | złoto    | srebro                    | srebro | brąz                        | brąz  |
| -------------------------- | --------------------------------- | -------- | ------------------------- | ------ | --------------------------- | ----- |
| Skok wzwyż (szczegóły)     | Patrik Sjöberg · Szwecja          | 2,35     | Ołeksandr Kotowycz · ZSRR | 2,30   | Dariusz Biczysko · Polska   | 2,30  |
| Skok o tyczce (szczegóły)  | Serhij Bubka · ZSRR               | 5,70     | Aleksandr Krupski · ZSRR  | 5,70   | Atanas Tyrew · Bułgaria     | 5,60  |
| Skok w dal (szczegóły)     | Gyula Pálóczi · Węgry             | 8,15     | László Szalma · Węgry     | 8,15   | Serhij Łajewski · ZSRR      | 8,14  |
| Trójskok (szczegóły)       | Christo Markow · Bułgaria         | 17,29    | Ján Čado · Czechosłowacja | 17,23  | Volker Mai · NRD            | 17,14 |
| Pchnięcie kulą (szczegóły) | Remigius Machura · Czechosłowacja | 21,74 CR | Ulf Timmermann · NRD      | 21,44  | Werner Günthör · Szwajcaria | 21,23 |

### Kobiety

#### Konkurencje biegowe
| konkurencja                            | złoto                    | złoto      | srebro                      | srebro  | brąz                            | brąz    |
| -------------------------------------- | ------------------------ | ---------- | --------------------------- | ------- | ------------------------------- | ------- |
| Bieg na 60 m (szczegóły)               | Nelli Cooman · Holandia  | 7,10       | Marlies Göhr · NRD          | 7,13    | Heather Oakes · Wielka Brytania | 7,22    |
| Bieg na 200 m (szczegóły)              | Marita Koch · NRD        | 22,82      | Kirsten Emmelmann · NRD     | 23,06   | Els Vader · Holandia            | 23,64   |
| Bieg na 400 m (szczegóły)              | Sabine Busch · NRD       | 51,35      | Dagmar Neubauer · NRD       | 51,40   | Alena Bulířová · Czechosłowacja | 52,54   |
| Bieg na 800 m (szczegóły)              | Ella Kovacs · Rumunia    | 2:00,59    | Nadieżda Olizarenko · ZSRR  | 2:00,90 | Cristieana Cojocaru · Rumunia   | 2:01,01 |
| Bieg na 1500 m (szczegóły)             | Doina Melinte · Rumunia  | 4:02,54 CR | Fița Lovin · Rumunia        | 4:03,46 | Brigitte Kraus · Niemcy         | 4:03,64 |
| Bieg na 3000 m (szczegóły)             | Agnese Possamai · Włochy | 8:55,25    | Olga Bondarienko · ZSRR     | 8:58,03 | Yvonne Murray · Wielka Brytania | 9:00,94 |
| Bieg na 60 m przez płotki (szczegóły)] | Cornelia Oschkenat · NRD | 7,90       | Ginka Zagorczewa · Bułgaria | 8,02    | Anne Piquereau · Francja        | 8,03    |

#### Konkurencje techniczne
| konkurencja                | złoto                               | złoto   | srebro                       | srebro | brąz                      | brąz  |
| -------------------------- | ----------------------------------- | ------- | ---------------------------- | ------ | ------------------------- | ----- |
| Skok wzwyż (szczegóły)     | Stefka Kostadinowa · Bułgaria       | 1,97    | Susanne Helm · NRD           | 1,94   | Danuta Bułkowska · Polska | 1,90  |
| Skok w dal (szczegóły)     | Galina Czistiakowa · ZSRR           | 7,02 CR | Eva Murková · Czechosłowacja | 6,99   | Heike Drechsler · NRD     | 6,97  |
| Pchnięcie kulą (szczegóły) | Helena Fibingerová · Czechosłowacja | 20,84   | Claudia Losch · RFN          | 20,59  | Heike Hartwig · NRD       | 19,93 |

## Klasyfikacja medalowa
| Miejsce | Państwo         | Złoto | Srebro | Brąz | Razem |
| ------- | --------------- | ----- | ------ | ---- | ----- |
| 1.      | NRD             | 3     | 6      | 3    | 12    |
| 2.      | Wielka Brytania | 3     | 0      | 2    | 5     |
| 3.      | ZSRR            | 2     | 4      | 5    | 11    |
| 4.      | Czechosłowacja  | 2     | 3      | 1    | 6     |
| 5.      | Rumunia         | 2     | 2      | 1    | 5     |
| 6.      | Bułgaria        | 2     | 1      | 1    | 4     |
| 7.      | Węgry           | 2     | 1      | 0    | 3     |
| 8.      | Włochy          | 2     | 0      | 0    | 2     |
| 9.      | Hiszpania       | 1     | 0      | 2    | 3     |
| 10.     | Belgia          | 1     | 0      | 1    | 2     |
| 10.     | Holandia        | 1     | 0      | 1    | 2     |
| 12.     | Szwecja         | 1     | 0      | 0    | 1     |
| 13.     | RFN             | 0     | 3      | 1    | 4     |
| 14.     | Francja         | 0     | 1      | 1    | 2     |
| 15.     | Irlandia        | 0     | 1      | 0    | 1     |
| 16.     | Polska          | 0     | 0      | 2    | 2     |
| 17.     | Szwajcaria      | 0     | 0      | 1    | 1     |
| Razem   | Razem           | 22    | 22     | 22   | 66    |

## Objaśnienia skrótów
- CR – rekord mistrzostw Europy